# Gorni Kliutx
Gorni Kliutx (en rus: Горный Ключ) és un poble de Baixkíria, a Rússia, que en el cens del 2010 tenia 113 habitants. Pertany al districte de Iermolàievo.